# Crazy Taxi 2
Crazy Taxi 2 est un jeu vidéo de la série Crazy Taxi. Cet épisode n'est sorti que sur Dreamcast à l'origine et fut porté avec le titre Crazy Taxi dans Crazy Taxi: Fare Wars sur PlayStation Portable.
Les deux villes disponibles sont « Around Apple » et « Small Apple », inspirées de la ville de New York. Il est possible de jouer avec quatre nouveaux personnages, cependant les quatre du premier jeu (Crazy Taxi) sont également présents. La nouveauté réside dans la possibilité de prendre plusieurs clients en même temps à bord du taxi et de sauter pour emprunter des raccourcis. La bande-son est une nouvelle fois composée de titres des groupes The Offspring et Bad Religion.